# Спинокрил Арнольда
Спинокрил Арнольда (Fissidens arnoldii) — вид мохів порядку дикранальних (Dicranales).

## Поширення
Батьківщиною є Європа, Азія.